# Günther Stranner
Günther Stranner, född 26 april 1967 i Gmünd i Kärnten, är en österrikisk tidigare backhoppare. Han representerade SV Villach.

## Karriär
Günther Stranner debuterade internationellt i världscupen under tysk-österrikiska backhopparveckan i Bergiselschanze i Innsbruck i Österrike 4 januari 1984. han blev nummer 81 i en tävling som vanns av Jens Weissflog från Östtyskland. Stranner var bland de tio bästa i en deltävling i världscupen första gången i Chamonix i Frankrike 22 december 1985 då han blev nummer 7. 20 mars 1988 i världscuptävlingen i Holmenkollen (Holmenkollrennet) i Oslo placerade han sig på prispallen. Han blev nummer tre i tävlingen, efter hemmahopparna Erik Johnsen och Ole Gunnar Fidjestøl. Säsongen 1988/1989 var Stranners bästa i världscupen. Han blev nummer 31 sammanlagt. I bachopparveckan 1989/1990 blev Stranner nummer 36, hans bästa totalt i backhopparvecken.
Stranner tävlade i Skid-VM 1985 på hemmaplan i Seefeld in Tirol. Han startade i alla grenarna och blev nummer 13 (normalbacken) och 26 i de individuella tävlingarna. I lagtävlingen vann Stranner en silvermedalj tillsammans med Andreas Felder, Armin Kogler och Ernst Vettori. Österrike var endast 3,8 poäng efter segrande finländska laget och 28,4 poäng före Östtyskland. Under Skid-VM 1989 i Lahtis i Finland tävlade Stranner endast i stora backen individuellt. Där blev han nummer 39.
Günther Stranner startade i junior-VM 1985 i Täsch i Schweiz. Han vann en bronsmedalj i tävlingen som landsmannen Werner Haim vann.
Under olympiska spelen 1988 i Calgary i Kanada. Stranner slutade som nummer 20 i individuella tävlingarna i båda backarna i Canada Olympic Park. I lagtävlingen blev österrikiska laget (Ernst Vettori, Heinz Kuttin, Günther Stranner och Andreas Felder) nummer fem, 18,5 poäng från en bronsmedalj.
Stranner hoppade i sin sista världscuptävling i Paul-Ausserleitner-Schanze på hemmaplan i Bischofshofen 6 januari 1991 under avslutningen av backhopparveckan. Han blev nummer 58 av 61 startande i tävlingen som landsmännen Andreas Felder och Ernst Vettori vann dubbelt. Efter tävlingen avslutade han sin backhoppningskarriär.